# Castell de la Lande
El Castell de la Lande és a la comuna de Rocles, en el departament d'Alier, a la regió d'Alvèrnia de França. És a uns 5 km al nord-est de la ciutat, a prop de Virlogeux i no lluny dels límits amb la comuna francesa de Tronget. Fou classificat com a Monument històric de França des del 3 de desembre de l'any 2001.

## Història
El castell data del segle xv, amb construcció posterior al segle XVII. Durant l'edat mitjana i fins al segle xvi el castell pertanyia a la família de La Souche. Jeanne (o Ana) de La Souche el va aportar, per matrimoni el 1538, a Jacques d'Aubigny. A mitjans del segle xvii, el castell pertanyia a la família de Dreuille, que també tenia entre les seves possessions el castell de Franchesse dins el mateix terme de Rocles. Al segle xviii va passar per matrimoni a la família de Lichy, situació que va romandre durant més de dos segles.

## Arquitectura
El castell, situat en un parc, es trobava envoltat per un fossat, ara sec. El seu element principal és una gran torre quadrada, coberta amb una teulada de pissarra, que data del segle xiii. A la part superior de la torre, que té quatre nivells, just a sota del sostre, es troben uns cadafals de la fusta assentats sobre mènsules de pedra i dotats de matacans que permeten defensar els peus la torre. Una torre circular, a un nivell més alt que els cadafals, i amb sostre cònic, es troba a la façana nord, mentre que a la façana oposada hi ha una torre quadrada, també coronada amb cadafals. Al segle xix, família Lichy aleshores propietària, hi va construir un pavelló de dos nivells al costat est de la masmorra, i una capella neogòtica a la part més septentrional.